# Убойный монтаж
«Убойный монтаж» (фр. Coupez!) или «Z» — художественный фильм французского режиссёра Мишеля Хазанавичуса с Роменом Дюрисом и Беренис Бижо в главных ролях, фильм открытия Каннского кинофестиваля 2022 года. Получил противоречивые отзывы критиков.

## Название
В апреле 2022 года Украинский институт призвал фестиваль и Хазанавичюса переименовать французское рабочее название фильма Z (comme Z), поскольку буква Z стала милитаристским символом поддержки российского вторжения в Украину. Хазанавичюс сначала сказал, что уже поздно менять название, но он убедил, что во время фестиваля фильм будет называться исключительно международным названием Final Cut.

## Сюжет
Действие картины начинается на заброшенной фабрике, где идут съёмки фильма ужасов категории Z. Во время подготовки особенно сложной сцены съёмки прерываются из-за пробуждения настоящих живых мертвецов, и теперь съёмочная группа пытается спасти фильм, следуя правилу «Не вырезать!». Позже действие переносится на месяц назад, и «Убойный монтаж» становится историей о том, как посредственному режиссёру поручили снимать зомби-хоррор. Все недостатки съёмок, показанных вначале, постепенно получают объяснение.

## В ролях
- Ромен Дюрис — Реми
- Беренис Бижо — Надя, визажист
- Грегори Гадебуа — Филипп
- Финнегэн Олдфилд — Рафаэль, актёр
- Матильда Лутц — Ава, актриса
- Себастьян Шассейн — Армель
- Рафаэль Кенар — Джонатан
- Лье Салем — Мунир
- Жан-Паскаль Зади — Фэти
- Симона Хазанавичус — Роми
- Аньес Херстель — Лаура
- Шарли Дюпон — Фредо
- Ёсико Такэхара — Мадам Мацуда
- Юми Нарита — исполнитель
- Раика Хазанавичус — Манон
- Луана Байрами — Джоанна
- Флоренс Янас — Мелани
- Ивон Мартин — Гэби
- Мари Петьё — Ирис
- Леа Милле — Софи
- Эдвина Зайдерманн — Джуджу
- Квентин Дюпьё — камео

## Создание и оценки
«Убойный монтаж» стал ремейком малобюджетного японского комедийного фильма ужасов «Зомби одним планом!». Его снимали в 2021 году в Париже. Изначально картина называлась «Z», но в апреле режиссёр Мишель Хазанавичус решил переименвать её в Coupé (буквально «Режь»), чтобы избежать нежелательных ассоциаций. Премьера состоялась 17 мая 2022 года на Каннском кинофестивале, причём «Убойный монтаж» стал фильмом открытия. В октябре того же года состоялся цифровой релиз картины.
Отзывы критиков после премьеры были противоречивыми: «Убойный монтаж» хвалили за новаторство в сюжете и ругали за избыточный натурализм. На сайте-агрегаторе отзывов Rotten Tomatoes фильм получил рейтинг 71 % со средней оценкой 5,8 из 10, на сайте Metacritic — 51 балл из 100, что указывает на «смешанные или средние отзывы». Питер Брэдшоу из The Guardian назвал его «занимательной работой — и по-настоящему необычной, якобы о кино, но больше о живом театральном опыте». Оуэн Глейберман из Variety счёл «Убойный монтаж» «первым фильмом Хазанавичуса, где режиссёр, кажется, едва контролирует то, что делает», «грязным и раздражающим фильмом с одной шуткой, которая повторяется снова и снова».
По мнению Никиты Лаврецкого («АфишаDaily»), «Убойный монтаж» — «как раз тот случай, когда шутка, рассказанная дважды, становится более-менее в два раза смешнее». Ефим Гугнин («Фильм.ру») охарактеризовал картину как «нежную трагикомедию о лузерах, снимающих маленькое лузерское кино».